# Crow (band)
Crow is een Amerikaanse bluesrock-band uit Minneapolis.

## Bezetting
- David Wagner[2] (zang, 1967–1971)
- Dick Wiegand[3] (gitaar, 1967–1972)
- Larry Wiegand[4] (basgitaar, 1967–1972)
- Dave 'Kink' Middlemist[5] (keyboard, 1967–1972)
- Harry Nehls[6] (drums, 1967–1969)
- Denny Craswell[7] (drums, 1969–1972)
- Mike Mlazgar (drums, 1969)
- Mick Stanhope (zang, 1971–1972)
- Chico Perez (percussie, 1971–1972)

## Geschiedenis
Crow werd geformeerd in 1967 door David Wagner, Dick Wiegand, Larry Wiegand, Kink Middlemist en Harry Nehls onder de naam South 40, die werd gebruikt voor landelijke optredens. Nehls werd toentertijd vervangen door Denny Craswell. Columbia Records haalde hen over om een demo op te nemen in 1969. Ze kregen een contract bij Amaret Records.
In 1969 werd het debuutalbum Crow Music opgenomen. De single Don't Play Your Games With Me haalde de top 20 van de Billboard Hot 100 met een 19e plaats in januari. Er volgden Crow by Crow (1970) en Mosaic (1971). Singles uitgebracht vanaf Crows latere albums waren niet zo succesvol. De band wilde wisselen naar Elektra Records, maar Amaret wilde hen niet ontbinden van hun contract. Wagner verliet de band in 1971 en werd vervangen door Mick Stanhope. De band wilde vooruit, maar hield er definitief mee op in 1972. David Wagner nam een soloalbum op voor Amaret eind 1972 met de naam d/b/a Crow.
De band beleefde een nieuwe start in 1980. Deze versie van Crow bestond uit David Wagner, John Richardson, Jeff Christensen, Denny Johnson en Robby Belleville. Van september 1980 tot juli 1981 hadden ze meerdere sessies, hetgeen resulteerde in het nieuwe studioalbum Crow on the Run (1982). Deze versie van Crow werd begin 1982 ontbonden. In 1988 werd Crow weer in ere hersteld en hadden ze concerten in heel de Verenigde Staten en brachten ze meerdere albums uit. Alle leden hadden Minnesota Music Awards gewonnen voor hun individuele instrumentarium. In 2005 werden ze opgenomen in de Minnesota Rock/Country Hall of Fame en in 2009 in de Iowa Rock & Roll Music Hall of Fame.
Crow speelt nog bij tijd en wijle in het middenwesten met Dave Wagner als zanger.

## Discografie

### Singles
- 1969: Time To Make a Turn
- 1969: Evil Woman (Don't Play Your Games With Me)
- 1970: Cottage Cheese
- 1970: Slow Down
- 1970: (Don't Try To Lay No Boogie Woogie on The) King of Rock N' Roll
- 1971: Watching Can Waste Up Time
- 1971: Yellow Dawg
- 1972: Mobile Blues (David Wagner – solo)
- 1972: Cado Queen   (David Wagner – solo)

### Livealbums
- 1968: Live at Someplace Else

### Studioalbums
- 1969: Crow Music
- 1970: Crow by Crow
- 1971: Mosaic
- 1972: d/b/a Crow (David Wagner – solo)
- 1982: Crow on the Run
- 2005: Before the Storm

### Compilaties
- 1972: Best of Crow
- 1992: Evil Woman: The Best of Crow
- 2000: Classics 1969–1972
- 2013: The Best of Crow

Alle publicaties bij Amaret, uitgezonderd voor Live at Someplace Else (Metrobeat) Evil Woman: The Best of Crow (K-Tel) en The Best of Crow (Sundazed).